# Wassersportverein Buckau-Fermersleben

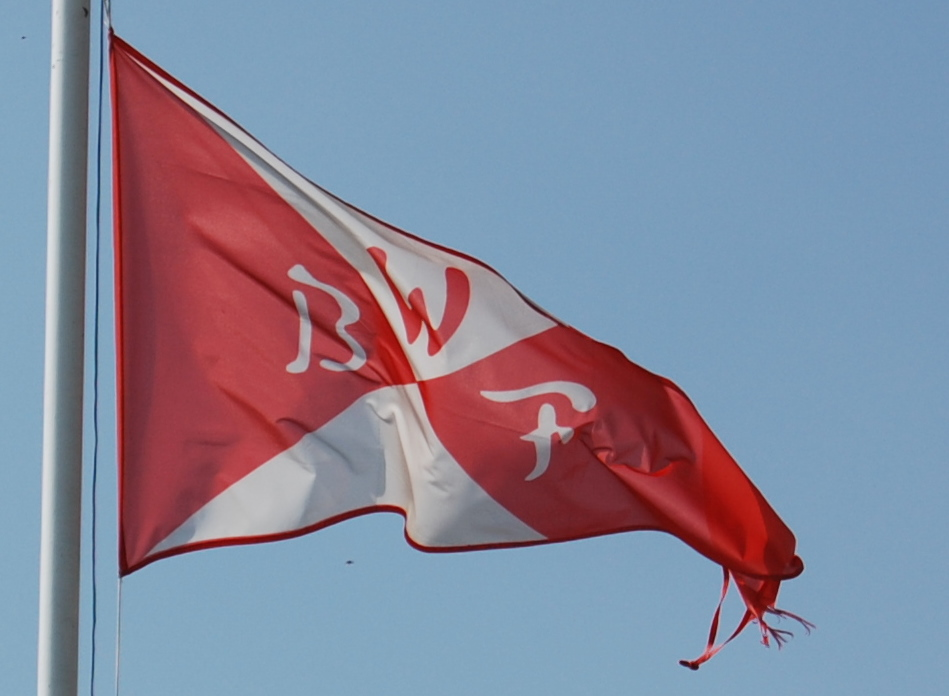
Fahne mit Logo WBF des Wassersportvereins Buckau-Fermersleben

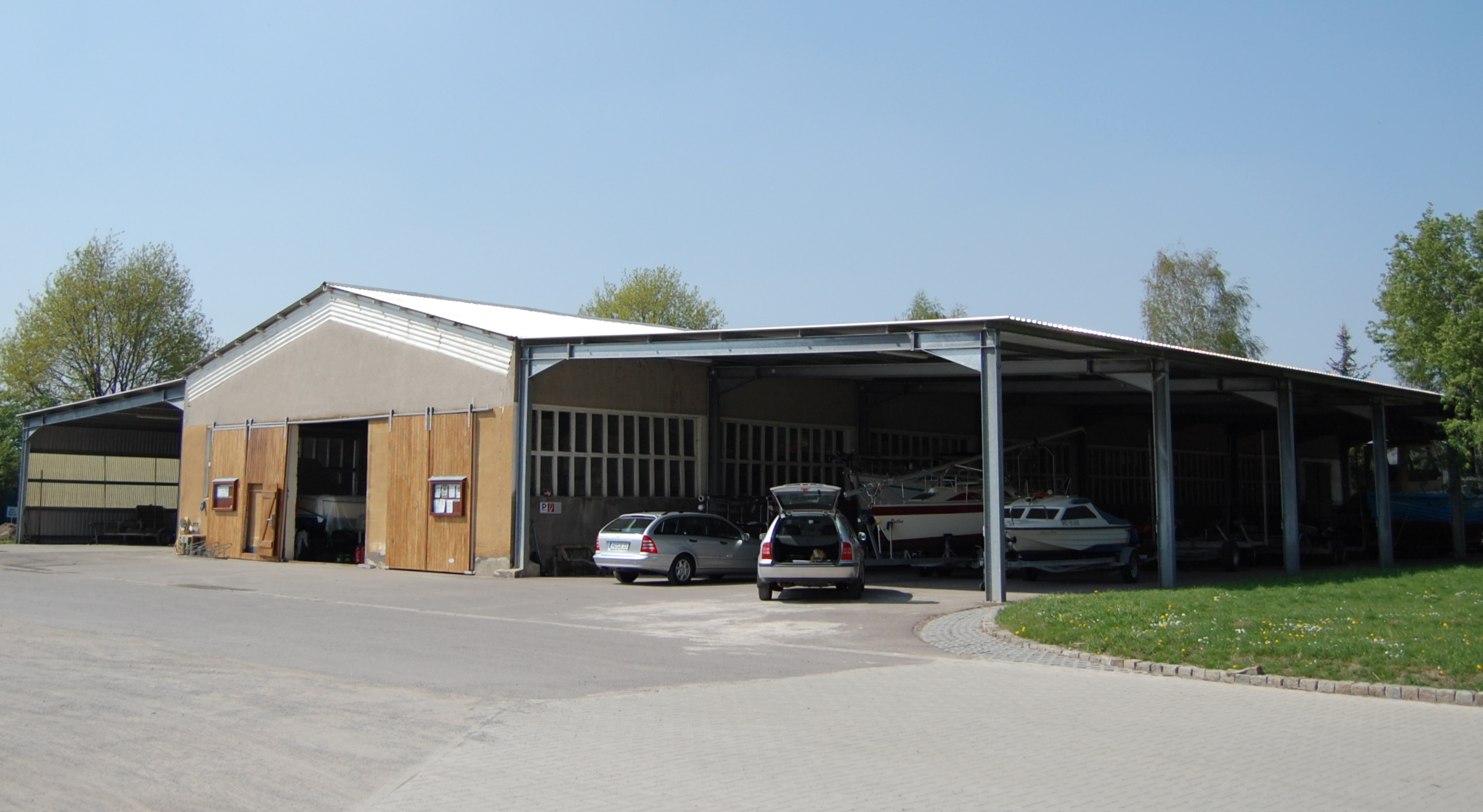
Bootsschuppen westlich des Hafens in Fermersleben

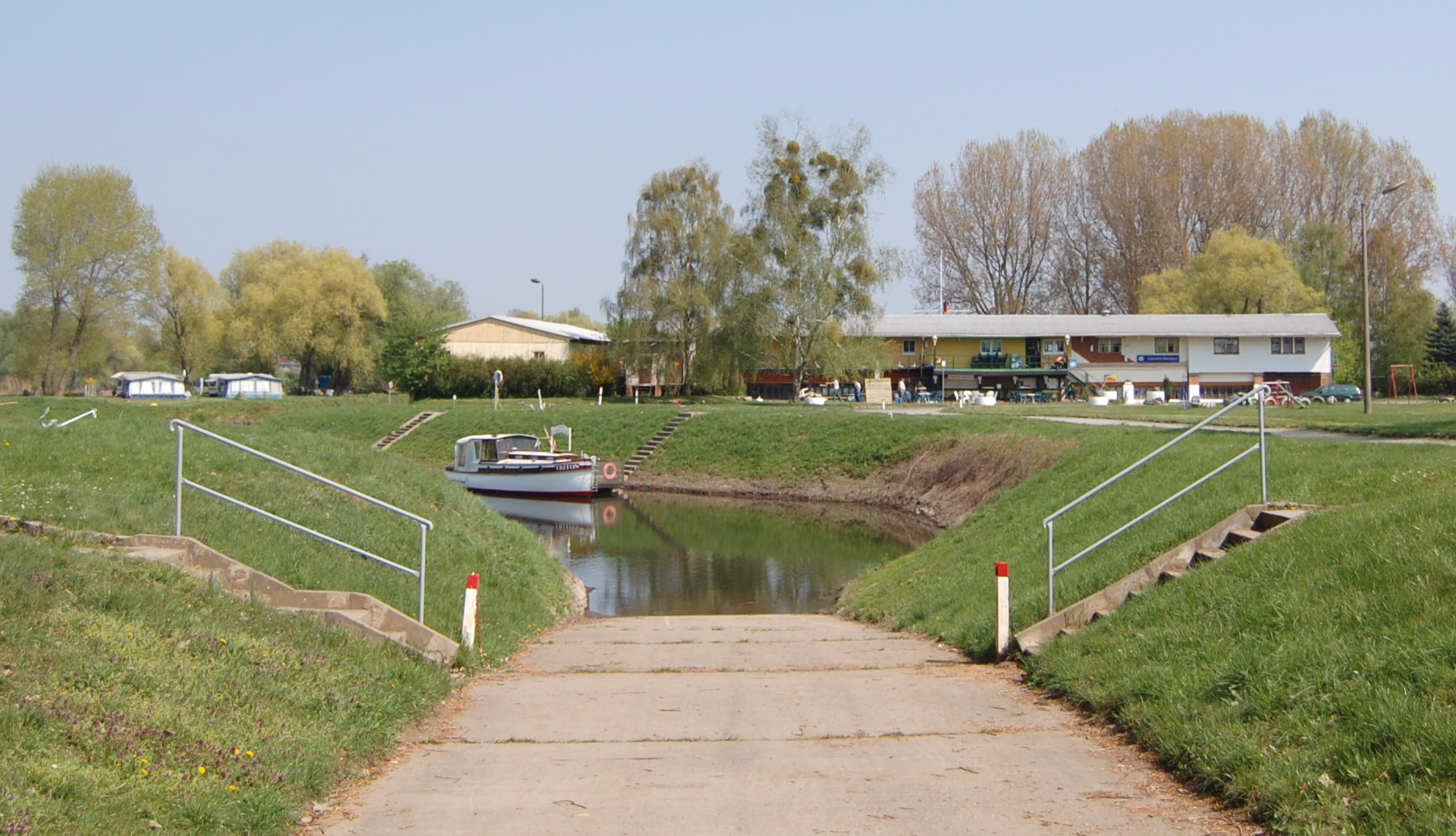
Slipanlage im Hafen Fermersleben

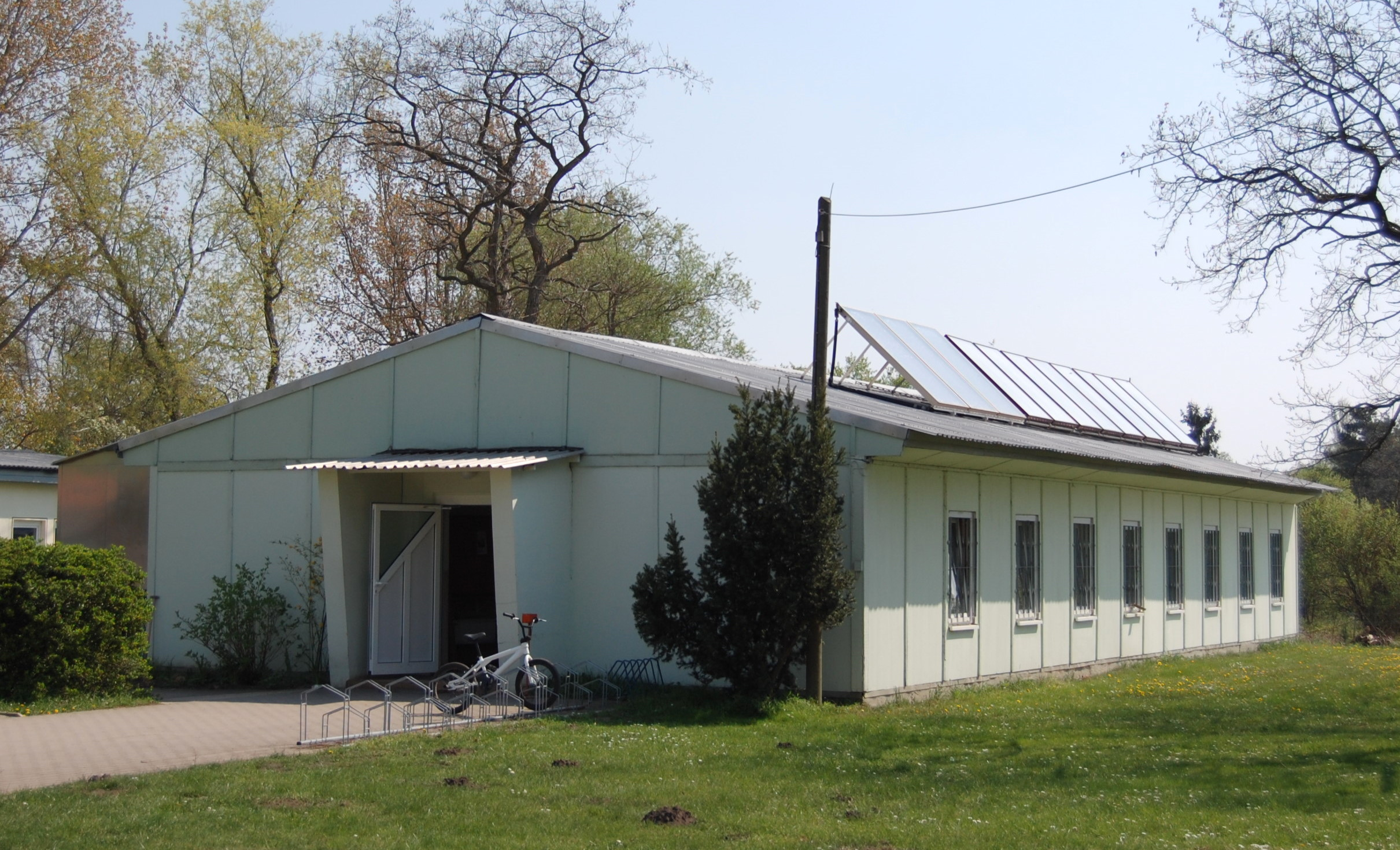
Baracke mit der Geschäftsstelle des Vereins im Fermersleber Hafengebiet

Der Wassersportverein Buckau-Fermersleben e. V. ist der größte Wassersportverein Sachsen-Anhalts. Sportler des Vereins gewannen in der Vergangenheit diverse nationale Meistertitel. Mit seiner Nachwuchsarbeit brachte der Verein auch spätere Olympiasieger hervor.

## Vereinsarbeit
Der Verein gliedert sich in die Abteilungen Segeln, Kanu und Drachenboot, die jeweils auch im Wettkampfbetrieb engagiert sind. Mit 348 Mitgliedern (Stand 2011) ist er der größte Wassersportverein Sachsen-Anhalts. Der Vereinssitz befindet sich in der Nähe der Elbe im Magdeburger Stadtteil Fermersleben auf dem Katzenwerder. Neben der Anlage um den vom Verein betriebenen Hafen Fermersleben am Elbkilometer 322, mit Zugang zur Elbe und zum Salbker See II, verfügt der Verein auch über eine Wassersportanlage in Plaue in Brandenburg an der Havel. Auch der westlich des Fermersleber Vereinsgeländes gelegene Salbker See II wird durch den Verein betrieben.

## Geschichte

### Gründung
Der Verein wurde 1911 als Schwimm- und Ruderverein Fermersleben (S.u.R.V.) gegründet. Im näheren Umfeld des heutigen Hafen Fermersleben betrieben August und Paul Michaelis neben der Fähre Fermersleben auch eine Flussbadeanstalt und Gaststätte. Die neun Gründungsmitglieder gehörten zu den regelmäßigen Gästen der Badeanstalt und wollten den Schwimmsport organisiert auch im Wettkampf betreiben. Der Verein nahm zunächst an Schwimmveranstaltungen in der Region teil. Neben den Schwimmdisziplinen wurde auch „Figuren legen“, Langstreckentauchen und Wasserball geübt. Am 23. März 1913 begann der kleine Verein ein erstes Clubhaus zu bauen, welches bei einer Länge von 15 Metern und einer Breite von 3 Metern Platz für drei Ruderboote bot. Da das Geld für das Bauholz nicht reichte, pfändete der Gerichtsvollzieher beim Vereinsmitglied Gustav Lindenbeck die zur Absicherung verpfändeten Möbel. 1914 zählte der Verein 30 Mitglieder. Der Monatsbeitrag betrug 0,50 Mark. Viele Mitglieder wurden im Ersten Weltkrieg zum Kriegsdienst eingezogen. Trotz der schwierigen Zeit baute Vereinsmitglied Willi Welsch im Jahr 1915 das erste im Verein betriebene Segelboot, 1917 war Otto Krüger Eigentümer des ersten Paddelboots des Vereins. Im gleichen Jahr wurde im Verein eine Frauenabteilung gegründet, die auch bald an kleineren Wettbewerben teilnahm. Die Mitgliederzahl stieg an, wobei die Mitglieder überwiegend aus den Stadtteilen Buckau und Fermersleben kamen. Ende 1918 zählte der Verein bereits 200 Mitglieder. Aus Material einer abgerissenen Seilerei in Frohse wurde eine neue Steganlage gebaut.

### Teil der Arbeitersportbewegung
Der Verein verstand sich als Teil der Arbeitersportbewegung und gehörte zum im Herbst 1919 gegründeten Arbeiter-Wassersportverband. In Magdeburg hatten sich drei Arbeiterwassersportvereine, darunter auch Fermersleben, zum Freien Wassersportverein Groß Magdeburg zusammengeschlossen. Die Schwimmer des nun sehr mitgliederstarken vereinigten Vereins hatten jetzt auch Anspruch auf Trainingsstunden im Wilhelmsbad, dem einzigen Hallenbad der Stadt. Die Abteilung Buckau-Fermersleben schaffte die ersten richtigen Ruderboote an. 1920 wurde das Bootshaus und auch zwei der drei Ruderboote durch ein Frühjahrshochwasser zerstört. 1921 kündigte Fährmann Michaelis den Pachtvertrag für das Gelände auf dem sich das Bootshaus befand. Der Verein erwarb eine Wiese auf dem noch heute vom Verein genutzten Gelände. Jährlich mussten jedoch weiterhin 60 Mark an Michaelis für die Benutzung eines Weges gezahlt werden. Der Verein stellte für Badestellen der Region Magdeburg die zu Rettungsschwimmern ausgebildete Bademeister. Für die Schüler der örtlichen Schule wurde Schwimmunterricht angeboten. Auch regionale Turnvereine wie Vorwärts Fermersleben und Turnverein Fichte waren im Sommer Gäste des Vereins, wobei im Gegenzug im Winter die Turnhallen dieser Vereine auch den Wassersportlern zur Verfügung standen.
Mit Mitteln aus einer veranstalteten Sportlotterie wurde 1922 das stark beschädigte Bootshaus durch ein neues Gebäude von 12 mal 8 Metern ersetzt. Das neue Gebäude entstand auf einem einen Meter hohen Sockel. Auf behördliche Weisung mussten die Pfeiler unter dem Haus auf zwei Meter erhöht werden. Neben Umkleidekabinen und Bootsliegeplätzen befanden sich dort auch eine kleine Theke. Am 16. August 1923 wurde das Gebäude bei einem als Wirbelsturm beschriebenen Sturm umgestoßen. Die im Haus befindlichen Gäste, darunter viele Kinder, blieben jedoch größtenteils unverletzt. Pläne ein massives Gebäude zu errichten scheiterten jedoch, da das Bauwerk im Überflutungsgebiet rechtlich nicht möglich erschien.

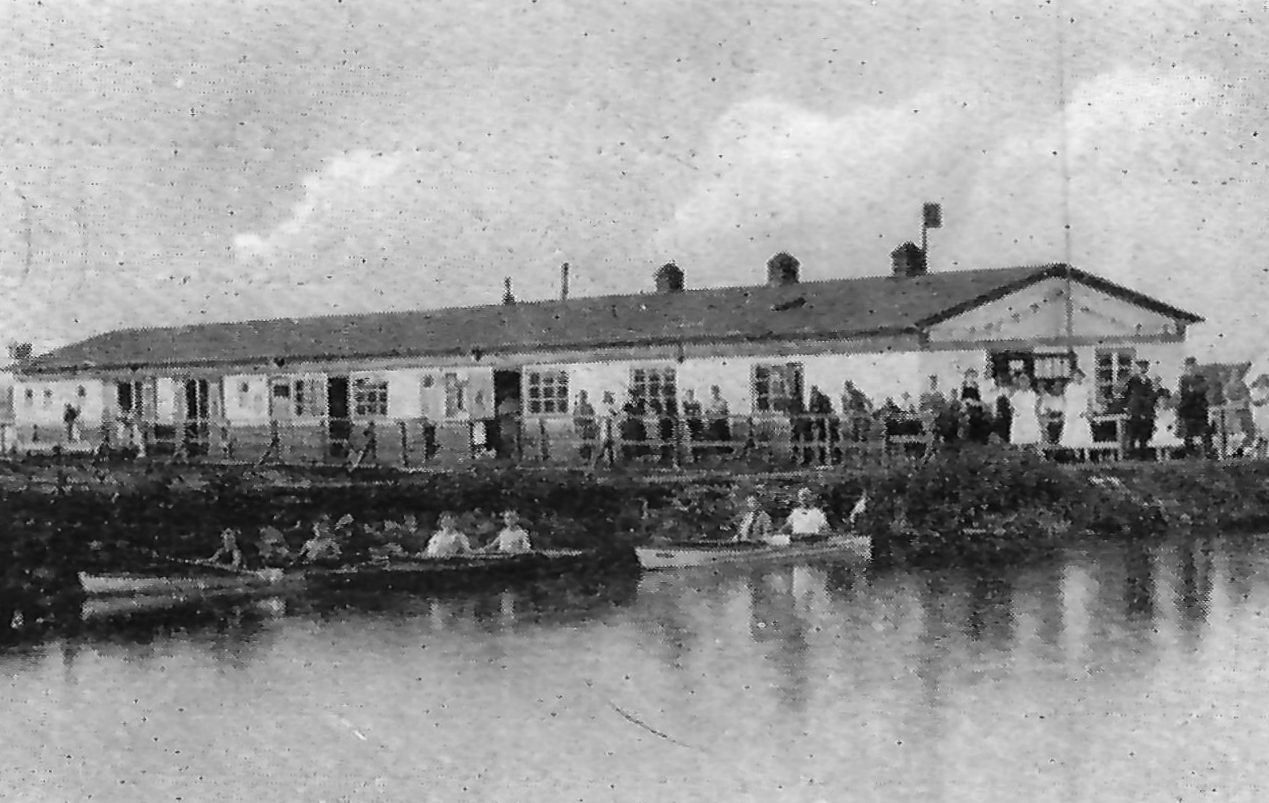
Schwimmendes Vereinsheim in den 1920er Jahren

Der Vereinsvorsitzende Paul Schrader schlug den Bau eines schwimmenden Bootshauses vor. Im Zuge von Arbeitsbeschaffungsmaßnahmen der sogenannten Notstandsarbeit wurde das Projekt tatsächlich umgesetzt. Der Bau begann bei großen Anteilen von Eigenleistung auf einer Werft, wo der Prahm am 14. März 1924 auf die Hellinge gelegt wurde. Parallel dazu wurden die beabsichtigten Aufbauten in einem Schafstall eines Fermersleber Bauernhofes vorgefertigt. Noch vor Pfingsten 1924 fand der Stapellauf des 50 Meter langen, 7 Meter breiten und 0,98 Meter hohen stählernen Unterbaus statt. Der Prahm wurde dann zur Buhne vor dem Katzenwerder am Elbkilometer 322 geschleppt. Bis August 1924 entstand auf dem Prahm eine Gaststätte sowie eine Wohnung für den Wirt und seine Familie. Am Tag vor der Einweihungsfeier riss der Prahm sich während eine Sturms los und drehte sich quer in die Elbe. Mit Mühe gelang es den Prahm zu bergen und einen Verlust zu verhindern. Das Hausboot wurde am Kopfende der Buhne im Strom befestigt. Zwischen dem Bootshaus und dem Elbufer befand sich mit einer Breite von 8 Metern die 50-Meter-Schwimmbahn mit dem Wasserballfeld. Bis zum Ufer war dann noch ein weiterer Abstand von 8 bis 10 Metern. Am Nordende des Prahms entstand ein 3 und ein 5 Meter-Sprungturm. Alle drei Jahre musste der Prahm auf einer Werft inspiziert werden. Im Winter wurde der Prahm in den Sülzehafen nach Buckau geschleppt.
In diesem Jahr bauten Mitglieder des Vereins vier Segelboote. Auch in den folgenden Jahren wurde eine große Zahl an Booten im Eigenbau hergestellt. Der Vereinsvorsitzende Paul Schrader war auch politisch engagiert. Er war hauptamtlicher Sekretär des Arbeiter-Sport-Kartells und Mitglied im städtischen Ausschuss für Leibesübungen, wo er sich für die Belange der Arbeitersportvereine der Stadt einsetzte.
1925 erwarb der Verein ein weiteres angrenzendes Grundstück. Die finanzielle Belastung, der Verein war mit 20.000 Mark verschuldet, konnte durch die auf 400 bis 600 angestiegene Mitgliederzahl bewältigt werden. Sechs Mitglieder des Vereins unternahmen 1925 eine Wanderfahrt in Richtung Konstantinopel, die unter tragischen Umständen abgebrochen werden musste, da das Mitglied Ernst Otto nach einem Fieberanfall das Zelt verließ und dann vermisst blieb.
Die Segler des Vereins beteiligten sich an verschiedenen Regatten mit allerdings eher schlechten Ergebnissen, was sich aus der geringeren Erfahrung und den ungenügenden materiellen Voraussetzungen erklären dürfte. Die übliche Regattastrecke der Segler startete an der Südspitze der Rotehorninsel, dem sogenannten Langen Heinrich und gingen vorbei an den am Elbufer liegenden Bootshäusern stromauf bis zur Wendemarke die in etwa in Höhe des Mönchsgrabens lag.

Oberbürgermeister Hermann Beims (SPD)

1927 spaltete sich eine Gruppe Ruderer vom Verein ab und gründeten in Buckau den Verein Freiheit. Der Rudersport wurde danach im Verein Buckau Fermersleben nicht mehr betrieben. Der Verein Freiheit wurde 1933 durch die Nationalsozialisten zur Auflösung gezwungen. Der Kanusport wurde hingegen intensiviert. Ende des Jahres 1928 wurden 15 neue Paddelboote gebaut. Hinzu kam der Bau von 6 Wanderjollen. Am 18. Juli 1929 wurden die neuen Boote im Beisein des Magdeburger Oberbürgermeisters Hermann Beims getauft. Beims segelte eine Stunde auf einem Vereinsboot mit. Er spendete aus seinem Privatvermögen 100 Mark für den Bau eines Kanuvierers. Der Kanuvierer wurde dann am 4. Mai 1930 eingeweiht. Bei Kanuregatten konnte der Verein Erfolge verbuchen. Trainer der Kanuten war ab 1930 Rudi Baumgarten.
Die Vereinsmitglieder beteiligten sich regelmäßig an Veranstaltungen der Arbeitersportbewegung. So fanden zu den Reichs-Arbeiter-Sporttagen Umzüge statt. Im Verein hatte man eine Schalmeienkapelle gegründet. Während der Demonstration wurde der Zug von Randalierern angegriffen. Die Kapelle brach die Musik ab und klärte handgreiflich die Situation, bevor Polizei oder andere Demonstranten eingreifen konnten. Allerdings wurde der Umzug ab da ohne Musik fortgesetzt, da auch einige Instrumente gelitten hatten. Der Verein engagierte sich gegen den aufkommenden Nationalsozialismus. Die Kanuten führten sogenannte Propagandafahrten nach Schönebeck (Elbe) durch, wo gemeinsam mit Schönebecker Arbeitervereinen Veranstaltungen gegen die Nationalsozialisten durchführte. Auch Literatur- und Diskussionsabende wurden veranstaltet.
1930 verfügte der Verein bereits über 30 Paddel- und 18 Segelboote. Zur Unterbringung wurde ein transportabler 20 mal 7,5 Meter großer Bootsschuppen angeschafft, der im Winter an eine hochwassersichere Stelle umgesetzt werden musste. Am 14. Juni 1931 wurde das 20. Gründungsjubiläum des Vereins gefeiert.
Die politische Situation wurde immer angespannter. 1932 kam es vor, dass zehn bis zwölf uniformierte Mitglieder der NSDAP auf dem Vereinsbootshaus randalierten. Am Fahnenmast des Vereins hatten sie die Hakenkreuzflagge gehisst. Das Gastwirtsehepaar Nohr und der Schwimmmeister Harald Wirnlein wurden gezwungen den Hitlergruß zu zeigen. Nach diesem Vorfall organisierte der Verein die Einteilung von Wachen. Auch zu anderen Anlässen soll es gewalttätige Auseinandersetzungen gegeben haben.

### Nationalsozialismus und Zweiter Weltkrieg
Nach der Machtergreifung der Nationalsozialisten 1933 wurden Fahnen und auch mehrere Boote des Vereins versteckt. Arbeitersportvereinen wurde die Teilnahme an Wettkämpfen verboten. Es drohte ein Verbot des Vereins und die Beschlagnahme des Vereinseigentums. Um das Überleben des Vereins zu sichern, entschloss man sich auf die Bedingungen der neuen Machthaber nach außen hin einzugehen. Der bisherige Vorsitzende Paul Schrader trat formal aus dem Verein aus, blieb dem Verein jedoch verbunden. Das Vorstandsmitglied Wilhelm Klare trat, in Abstimmung mit dem Vorstand, in die NSDAP ein, um so nach außen als Vereinsführer auftreten zu können. Die Mitgliederversammlung beschloss am 4. August 1933 dem Deutschen Reichsbund für Leibesübungen beizutreten. Die Maßnahmen hatten Erfolg, eine Auflösung des Vereins konnte unterbleiben. Am 21. Oktober 1933 wurde der Verein mit dem Namen Wassersportverein Buckau-Fermersleben e. V. in das Vereinsregister eingetragen. Die Wettkampfsperre dauerte aber noch einige Zeit an. Nach Aufhebung der Sperre nahm der Verein ab 1935 einen Aufschwung. Viele Mitglieder die zur Umgehung der Wettkampfsperre bei anderen Vereinen tätig gewesen waren kehrten zurück. Sowohl Schwimmer, Kanuten als auch Segler nahmen an Wettkämpfen teil und konnten auch Erfolge erzielen.
Zur 25-Jahr-Feier des Vereins wurde 1936 gemeinsam mit den ebenfalls ihr 25-jähriges Jubiläum feiernden Magdeburger Wasserfreunden eine Segelregatta auf der Elbe veranstaltet. 63 Boote in 13 Wertungsklassen waren am Start. Die Vereinsmitglieder Hans Tinngrün und Heinz Belau belegten jeweils einen dritten Platz. Am 30. August 1936 fanden aus gleichem Anlass auch Schwimmwettbewerbe statt. Die Konkurrenz war mit den starken Teams bekannter Magdeburger Schwimmvereine besetzt. Dem Wassersportverein gelang in der 4-mal-100-Meter-Lagenstaffel der Männer ein zweiter Platz hinter der Mannschaft vom SC Hellas Magdeburg. Das Ende der Festveranstaltungen bildete am 6. September 1936 eine Kanuregatta. Beste Platzierungen in dem ebenfalls stark besetzten Wettbewerb waren die zweiten Plätze im Einer-Kajak mit Heinz Belau und im Einerholzboot mit Behrends.
Da der Bereich zwischen Hausboot und Elbufer verlandete und bei Niedrigwasser sich zu geringe Wasserstände ergaben, baute man auf der Strömungsseite des Boots einen Laufsteg an. Bemerkenswert ist, dass inzwischen drei Vereinsmitglieder auch Motorboote angeschafft bzw. gebaut hatten. Sportlich entwickelten sich vor allem die Schwimmer und Kanuten. Bei den Seglern gelang Heinz Belau und Erwin Seidling 1938 der Gewinn der Frühjahrsregatta der Magdeburger Wasserfreunde in der Klasse der 12er Einheits-Sharpie.
Nach Beginn des Zweiten Weltkrieges ging der Badebetrieb weiter. Der Verein schätzte für 1939 die Zahl der als Badegäste kommenden Kinder auf 300. Die Sportausübung wurde 1939 durch den am 1. September begonnenen Krieg früher abgebrochen als sonst jahreszeitbedingt üblich. Schnell wurden dann auch gerade die aktiven Männer zum Wehrdienst eingezogen. Bereits Anfang 1940 waren 30 Vereinsmitglieder eingezogen. Bestimmte Aufgaben wie die des Bademeisters wurden dann von älteren Jahrgängen oder von Vereinsmitgliedern auf Fronturlaub wahrgenommen. Die unter 18-Jährigen stellten nun verstärkt die Mitglieder der Wettkampfmannschaften und hatten auch vereinsinterne Aufgaben wahrzunehmen. Der Sportbetrieb war insofern, wenn auch ohne die eigentliche Leistungsträger bald wieder rege. Der jungen Schwimmergeneration gelang es die Leistungsspitze des Gaus mitzubestimmen. Trainer war Fritz Sander. Auch Kanuten und Segler blieben aktiv.
Anfang 1940 wurde per Führererlass allen Sportvereinen eine neue Einheitssatzung gegeben. Teilnehmer an Schwimmwettkämpfen hatten in BDM- bzw. HJ-Uniform anzureisen, andernfalls drohte eine Wettkampfsperre. 1943 sollten der Schwimmerin Rosi Stratemann zwei Einzelsiege aberkannt werden, da sie verbotenerweise Vereinsembleme trug und auch ohne Uniform angereist war. Eine Notlüge des Trainers konnte dies jedoch abwenden. Nachdem der Vereinsvorsitzende Wilhelm Klare eingezogen worden war, wurde Ernst Knaupe aus Fermersleben neuer Vorsitzender.
Auch 1942 blieb ein Wettkampfbetrieb erhalten, obwohl die kriegsbedingten Einschränkungen zunahmen. So waren Wettbewerbe über Gaugrenzen hinweg untersagt, um die Verkehrskapazitäten für Kriegszwecke zu schonen. Der Verein beteiligte sich am 26. Juli 1942 am Wassersport-Volkstag. Fast 300 Magdeburger Kanuten nahmen hieran teil. Der Start der Regatta fand vor dem Vereinsbootshaus statt, die Zieleinläufe befanden sich stromab bis hin zur Fähre Buckau.
Ab 1942 konnte das bis dahin übliche Winterlager im Buckauer Sülzehafen nicht mehr genutzt werden. Durch Verfügung war als neues Winterlager der Zollhafen auf dem Werder festgesetzt.
Westlich des Vereinsgeländes, etwa in dem Bereich, in dem heute ein Bootshaus steht, hatte man Schutzgräben mit Holzdach gebaut, um bei den häufiger werdenden Luftangriffen Schutz zu suchen. Im September 1944 griffen alliierte Flugzeuge auf der Elbe befindliche Schiffe an. Ein getroffener brennender Raddampfer lag unmittelbar vor dem Prahm. Auf dem Hausboot selbst war eine Brandsatzbombe direkt auf einer Kante aufgeschlagen und ohne Schaden anzurichten in die Elbe gestürzt. Danach wurde das Hausboot dann zum Winterquartier in den Zollhafen geschleppt. Aufgrund der stärker werdenden Luftangriffe zogen die Wirtsleute Bastel Ende 1944 aus dem Hausboot aus, in ihre Wohnung in der Elisenstraße. Bei einem am frühen Nachmittag des 16. Januar 1945 mit Schwerpunkt Fermersleben geführten Luftangriff kam Frau Bastel jedoch ums Leben.
Auch im Winter 1944/1945 ging das Training der Schwimmer in dem zu diesem Zeitpunkt noch nicht zerstörten Wilhelmsbad, dem späteren Stadtbad weiter. Mit der Zerstörung des Bades während des großen Luftangriffs auf Magdeburg am 16. Januar 1945 ging diese Trainingsmöglichkeit verloren. Das Bootshaus war erhalten geblieben, eine noch geplante Evakuierung nach Rogätz kam nicht mehr zustande. Auf dem Bootshaus wurden dann deutsche Soldaten einquartiert.
Die genaue Zahl der während des Zweiten Weltkrieges umgekommenen Vereinsmitglieder ist nicht bekannt. In der Vereinschronik des Jahres 2011 wurden allein 23 gefallene Soldaten aufgelistet.

### Nachkriegszeit
Nach Kriegsende mussten die Vereinsmitglieder feststellen, dass der Prahm im Zollhafen zum Teil gesunken war. Anders als viele andere Boote und Bootshäuser hatte er allerdings keine Schäden durch direkte Kriegseinwirkungen. Bei gesunkenem Wasserstand hatte der Prahm Grundberührung erhalten und war in Schräglage geraten, da niemand vor Ort war, um das Boot in tieferes Wasser zu ziehen. Bei später ansteigendem Wasserstand lief das Wasser dann in den Prahm. Eine Hebung des Schiffs war unter den schwierigen Bedingungen noch nicht möglich. Auch waren sämtliche Magdeburger Elbbrücken gesprengt, so dass ein Transport nach Buckau bzw. Fermersleben nicht möglich gewesen wäre. Anfang Februar 1946 zog man dann das halb an Land, halb im Wasser liegende Bootshaus mittels Winden wieder ins Wasser gezogen. Der Kahn schwamm und wurde dann ausgepumpt und zum Sülzehafen nach Buckau geschleppt. Die Inneneinrichtung war durch das Wasser weitgehend zerstört. Die hölzernen Bestandteile waren durch die örtliche Bevölkerung zu Heizzwecken entfernt worden. Mühsam wurde das Boot wieder hergerichtet. Im April 1946 sank er erneut. Die Hebung war schwierig, da zum Abpumpen auch die Türen der Aufbauten abgedichtet werden mussten. Nach erneuter Hebung des Prahms wurde er, wie bereits zuvor geplant, zur Werft in Frohse gebracht. Dort wurde der Prahm repariert und mit Teerfarbe gestrichen. Die durch das zweite Sinken entstandenen neuen Schäden an den Aufbauten wurden später von den Sportlern repariert. Als Material diente Holz der Aufbauten des aufgegebenen Bootshauses Blauer Stern gegenüber dem Mönchsgraben.
Paul Schrader war inzwischen wieder Mitglied des Vereins und im Vorstand tätig. Im Sommer 1946 baute man aus alten Stegen im Sülzehafen eine Schwimmbahn, auch begann man mit der Überholung der Segel- und Motorboote.

### Auflösung des Vereins
Nach dem Ende des Zweiten Weltkrieges erfolgte in der Sowjetischen Besatzungszone ein weitgehendes Verbot der bestehenden Vereine. So wurde der Wassersportverein Buckau-Fermersleben am 24. September 1946 aufgelöst und im Vereinsregister gelöscht. Die Mitglieder schlossen sich der in Fermersleben aktiven Sportgemeinschaft Buckau-Wolf an, die als Sportgemeinschaft der in Buckau und Salbke ansässigen Maschinenfabrik Buckau R. Wolf zugeordnet war. So wurde, unter Weiternutzung der bisherigen Anlagen und personeller Kontinuität, aus dem Wassersportverein Buckau-Fermersleben eine Abteilung der Sportgemeinschaft Buckau-Wolf. Der Name der Sportgemeinschaft änderte sich in den nächsten Jahren aufgrund zentraler Vorgaben so oft, dass die Bezeichnungen auf Trikots und Booten häufig nicht aktuell waren.
1948 beantragte Paul Schrader beim Rat der Stadt Magdeburg eine Planstelle für die Bewirtschaftung des Bootshauses, da der Verein über keine ausreichenden Mittel verfügte. Tatsächlich wurde die Stelle auch bewilligt.

### Niedergang des Schwimmsports
Von der Werft in Frohse wurde dann im März 1947 das Bootshaus erstmals wieder an seinen Platz an der Buhne vor dem Fermersleber Katzenwerder gebracht. Die Schwimmbahn wurde auf der Elbseite des Prahms eingerichtet und auch erste Schwimmwettkämpfe durchgeführt. In dieser Phase kam insbesondere der Wasserball stark auf. Es wurde ein größeres Turnier veranstaltet. Auf Grund des jetzt ständig schlechter werdenden Verschmutzungsgrades der Elbe blieb es das letzte Turnier im Fluss. Die Schwimmer des Vereins mussten ihr Training in der Elbe einstellen. Eine Weile trainierte man bei der Schwimmsparte Lemsdorf im Fort II. Schwimmtrainer Heinz Stegmann war dort Vorsitzender. Zeitweise trat man gemeinsam mit den Lemsdorfer Schwimmern als Magdeburg-Lemsdorf an. Im regionalen Maßstab erzielte man hierbei sowohl bei den Wasserballern als auch bei Einzel- und Staffelwettbewerben Erfolge. Die Problematik der fehlenden traditionellen Trainingsmöglichkeit in der Elbe war jedoch nicht zu lösen. Planungen als Ersatz ein Freibad im Bereich zwischen Buckauer Friedhof und Sülze im sogenannten Schmidtschen Park zu bauen, konnten nicht umgesetzt werden. Das Training fand in den Wintermonaten im wiederaufgebauten Stadtbad statt. Ein Teil trainierte im Carl-Miller-Bad, einem Freibad südlich der Altstadt. 1948 änderte sich der Name in BSG Diesel Magdeburg. Die Wassersportler traten noch weiter unter Buckau-Wolf an. Auch die Segler begannen wieder mit Ausfahrten.
Ein sportliches Großereignis für die Schwimmer wurden die Ersten Zonenoffenen Schwimmwettkämpfe im Oktober 1949 in Dessau, an der 22 Vereine teilnahmen. Im Magdeburger Stadtbad wurde am 5. Februar 1950 das 1. Hallenschwimmfest veranstaltet. Hierbei erreichte man den ersten Platz in der 4-mal-100-Meter-Staffel der Männer. letzter großer Erfolg war der Gewinn der Landesmeisterschaft Sachsen-Anhalts im Wasserball gegen KWU Magdeburg mit 4:0. 1950 kam dann jedoch aufgrund der weiter zunehmenden Verschmutzung des Elbwassers ein offizielles Badeverbot für die Elbe. Schwimmer und Wasserballer verließen daraufhin den Verein. Die Wasserballer waren zukünftig bei der SG Dynamo aktiv. Sportstätte wurde die Dynamo-Anlage gegenüber dem Magdeburger Westfriedhof. Die Wasserballer wurden unter dem späteren DDR-Nationaltrainer Rolf Bastel 13-mal DDR-Meister und gewannen einmal den zweiten und viermal den dritten Platz im Europapokal.
Der Versuch eine Neuaufbaus erfolgte 1951. In einem Baggerloch beim Bootshaus Chemie errichtete man über die BSG mit Hilfe des Trägerbetriebs SKL eine 50-Meter-Steganlage. Der den Neuaufbau leitende Adolf Heyland forderte auch den Aufbau von Aufenthalts- und Umkleideräumen. Diese Forderung wurde jedoch nicht erfüllt. Heyland führte daraufhin das Projekt nicht weiter. Die Steganlage wurde durch die örtliche Bevölkerung genutzt. Beim Hochwasser 1952/1953 wurden dann Teile der Stege weggerissen, der Rest konnte zunächst gesichert werden. Etwas später wurden die Schwimmtonnen und Stege illegal abgebaut und verschwanden. Innerhalb der Struktur des Wassersportvereins war dies der letzte Versuch des Aufbaus einer Schwimmmannschaft. Innerhalb der BSG wurde später eine solche Abteilung anderweitig neu ins Leben gerufen.

### Erfolge der Kanuten
In diese Zeit fiel auch der Neustart der Kanuten, nachdem Walter Rehkuh 1949 aus der sowjetischen Kriegsgefangenschaft zurückgekehrt war und viele junge Talente um sich scharte. Während des Winters wurden zwei Einer- und Zweierkajaks gebaut. Bei den Deutschen Meisterschaften in Pirna 1950 durften die Boote jedoch, wohl aufgrund ihrer sehr leichten Bauweise, nicht starten. Rolf Leue und Otto Gandree konnten mit geliehenen Booten starten und erreichten noch den Endlauf.
1950 änderte sich der Name in BSG Stahl Süd. Um das Bootsproblem zu lösen, wurden 13 neue Boote gebaut. Einige Materialien stellte Buckau-Wolf zur Verfügung. Die Leistungen der Kanuten waren unter Walter Rehkuh stark gestiegen. Die Abteilung gehörte nun zur Leistungsspitze im DDR-Kanurennsport. Am 15. Juli 1951 wurden Wilfried Bust und Arnold Kahler DDR-Meister über 10.000 Meter und 1000 Meter im Zweier-Canadier und holten so die ersten nationalen Meistertitel für den Verein. Auch im Jugendbereich zeigten sich ähnliche Erfolge. Bei den III. Weltfestspielen der Jugend konnten auch internationale Erfolge erzielt werden. Auch in der Landesmeisterschaft konnten erste Plätze erzielt werden.
Bereits 1952 änderte sich der Vereinsname erneut in Motor Fermersleben. Die Vereinsfarben blieben trotz aller Änderungen jeweils Rot-Weiß. Bei den DDR-Meisterschaften gelang Bust und Kahlert eine Verteidigung des Titels über 10.000 Meter. Auch in der 10-mal-1000-Meter-Länderstaffel gehörten die beiden zu den Siegern. 1953 wurde Sigrid Schnabel DDR-Meisterin im Einer-Kajak über 3000 Meter. Bust und Kahler galten über 10.000 Meter als Favoriten und konnten den Titel erneut nach Magdeburg holen. In diesem Jahr gelang Otto Gandree und Lothar Schuttkowski darüber hinaus noch der Meistertitel über 1500 Meter im Zweier-Canadier. Die Kanuten des Vereins erzielten auch außerhalb der Meisterschaften Siege in vielen Regattawettbewerben.
1954 stießen weitere erfahrene Kanuten vom Magdeburger Verein BSG Lok zum Verein. Die Erfolge hielten an. 1954 wurden Rolf Leue und Gerhard Hölzke DDR-Meister über 10.000 Meter im Zweier-Canadier. Bust und Kahler holten den Titel im Zweier-Canadier über 1000 Meter, Sigrid Schnabel holte sowohl über 500 als auch über 3000 Meter den Titel im Einer-Kajak. Im Vierer-Kajak der Frauen holten H. Kleine, Sigrid Schnabel, I. Grupe und H. Fleming die Vize-Meisterschaft. Der Kanu-Kader des Vereins trat auch bei internationalen Wettbewerben auf, so reiste man 1954 zu einer internationalen Regatta nach Rumänien. Im gleichen Jahr gab es auch Versuche der Beteiligung beim Kanuslalom, die jedoch nicht weitergeführt wurden. 1955 wurde man erneut erfolgreichste Mannschaft bei den DDR-Meisterschaften. Sigrid Leue, geborene Schnabel, gewann erneut über 500 und 3000 Meter im Einer-Kajak, ihr Ehemann Rolf Leue und Gerhard Hölzke siegten über 1000 und 10.000 Meter im Zweier-Canadier, Gerhard Holzvoigt gelang im Einer-Kajak der DDR-Meistertitel über 500 und 1000 Meter. Der Frauen-Vierer-Kajak wurde mit Ulla Holzvoigt, Sigrid Leue, Edith Wilke und Inge Lehnert Vizemeister über 500 Meter.
Als erster Kanute der DDR erhielt Gerhard Holzvoigt am 2. Februar 1956 vom Ministerpräsidenten der DDR die Auszeichnung Meister des Sports. Auch in diesem Jahr gelangen sportliche Erfolge. Sigrid Leue siegt bei den Meisterschaften im Einer-Kajak über 500 und 3000 Metern, Rolf Leue und Gerhard Hölzke holten über 1000 und 10.000 Metern im Zweier-Canadier den DDR-Meistertitel.
Gegen den Widerstand in den Vereinen setzte die DDR-Politik eine Zentralisierung des DDR-Leistungssports durch. Es wurden Sportclubs gebildet, an die die Leistungsträger delegiert wurden. In Magdeburg entstand bereits im August 1955 der SC Aufbau Magdeburg, der das Leistungszentrum für Schwimmen, Wasserball und Turnen wurde. Im Januar 1956 kam auch der Kanusport hinzu. Am 4. April 1956 wurden Gerhard und Ulla Holzvoigt zum Sportclub delegiert. Er blieb der Abteilung jedoch verbunden und kehrte später zurück.
Trotz der Delegierungen war die Vereinsmannschaft bei den DDR-Meisterschaften 1957 erneut erfolgreich. Besonders spektakulär war der Sieg im Zehner-Kanadier. Darüber hinaus gab es jedoch fünf weitere Titel. Sigrid Leue holte die 3000 Meter im Einer-Kajak, Udo Cohrs die 1000 und 10.000 Meter im Einer-Canadier und überraschend der Vierer-Kajak der Frauen mit Grupe, Wilke, Flemming und Leue den Titel über 500 Meter. Auch bei internationalen Regatten wurden Erfolge erzielt. 1958 gelang nur noch der Gewinn von zwei Meistertiteln durch Leue und Hölzke im Zweier-Canadier der Männer über 1000 und 10.000 Meter. Die nächste DDR-Meisterschaft im Jahr 1959 sah nur noch einen Meistertitel im Jugendbereich für den Verein. Auch der spätere Olympiasieger Jürgen Eschert nahm an der Meisterschaft teil und erzielte einen 2. Platz über 500 und 3000 Meter im Einer-Canadier.

### Neubeginn der Segler
Auch die Segler waren in der Nachkriegszeit wieder aktiv geworden. So fuhr man ab 1950 nach Brandenburg-Kirchmöser auf die Insel Kiehnwerder. Das Verhältnis zwischen dem Leiter Hermann Schaumburg und der Leitung der BSG war jedoch angespannt, die Segler akzeptierten dieses Unterstellungsverhältnis zunächst nicht. Schaumburg trat zurück, neuer Leiter der Segler wurde Alfred Krause. 1951 fand dann ein Neubeginn statt. In der Sülze baute man sechs 20-m²-Stahljollenkreuzer. Wichtige benötigte Materialien wurden dabei vom Trägerbetrieb Buckau-Wolf zur Verfügung gestellt. Die Boote verfügten über einen Klappmast, damit sie die Sülzebrücke passieren konnten. Anfang Mai 1952 waren die Boote fertiggestellt und wurden getauft. Sie lagen am Westufer der Sülze in Buckau. Die Probleme zwischen den Seglern und der BSG-Führung dauerten jedoch an. 1953 wollte Alfred Krause nicht mehr antreten, wurde letztlich dann jedoch wieder zum Sektionsleiter Segeln gewählt. An den DDR-Meisterschaften im Segeln 1953 nahm man nicht teil. 1954 wurde man jedoch Bezirksmeister im Bezirk Magdeburg und konnte sich für die DDR-Meisterschaften qualifizieren. Bei starkem Wind kenterten jedoch die Teilnehmer des Wassersportvereins.
1955 trat Alfred Krause aufgrund der sich fortsetzenden Querelen zurück, Nachfolger wurde Otto Pähz, der jedoch noch im gleichen Jahr ankündigte nicht erneut zu kandidieren. Sein Nachfolger wurde 1956 Rolf Hauer, der aus beruflichen Gründen die Funktion jedoch bald aufgab und 1957 von Hans Apel als Sektionsleiter abgelöst wurde. 1955 gelang es sich erneut für die DDR-Meisterschaften zu qualifizieren. Bei den H-Jollen erreichte man einen 14. Platz, von 21 Startern und bei den Piraten einen 19. Platz, bei 28 Startern. Der Verein verfügte im Jahr 1956 über 32 Segel- und 8 Motorboote. Im regionalen Maßstab wurden auch die Segler des Vereins erfolgreicher, bei der DDR-Meisterschaft blieb es jedoch auch 1956 bei hinteren Plätzen. 1957 gelang es erstmals den Zweikampf gegenüber dem Lokalrivalen BSG Einheit Magdeburg zu gewinnen. Wichtigstes sportliches Ereignis des Jahres waren die Fahrten um das Blaue Band der Mittelelbe. Von zwölf möglichen Bändern gewannen die Sportler des Vereins sechs. Hauptpreis waren ein Paar Turnschuhe aus Igelit. Die weiteren Preise waren ein Glas Marmelade, Leberwurst, ein Buch über die Stadt Schönebeck sowie Strümpfe. Ähnliches gelang 1958, als vier von acht Bändern gewonnen wurden. Die verbesserten Leistungen der Segler gingen auf das bessere Material, viele neue Sportler und verbesserte Trainingsmethoden zurück. Man war dazu übergegangen einmal in der Woche eine Trainingsregatta zu fahren, die nach den offiziellen Wettkampfbedingungen gefahren und gewertet wurden.

### Umsetzung des Prahms

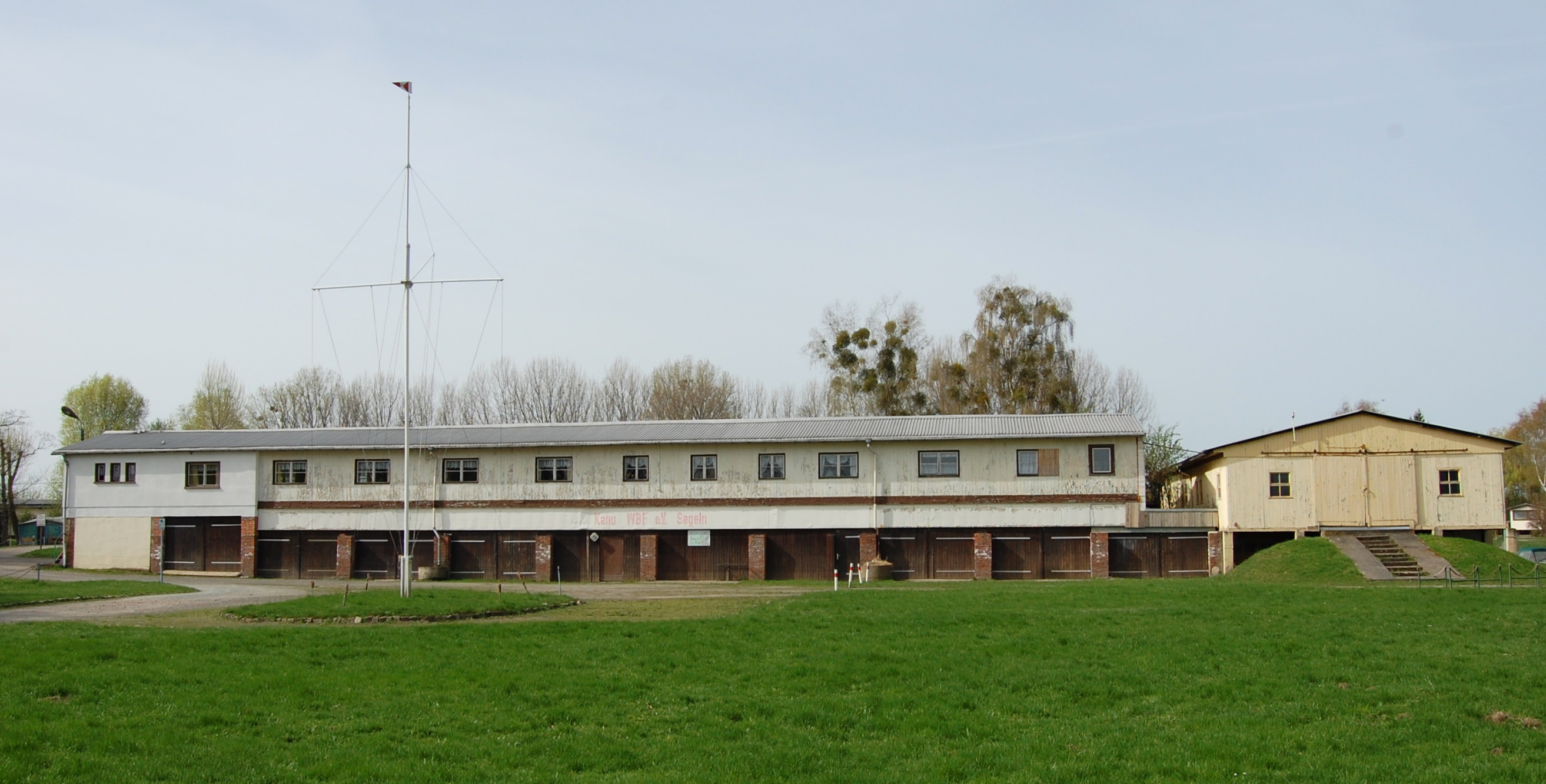
An Land gesetzter Prahm, 2011

1954 stand die erneute Überholung des Bootshauses auf der Werft in Frohse an. In diesem Zusammenhang wurde kontrovers diskutiert, ob die Beibehaltung eines schwimmenden Bootshauses sinnvoll sei. Auf einer um die Abteilungen Segeln und Kanu erweiterten Vorstandssitzung der BSG wurde sodann am 4. November 1954 beschlossen das Bootshaus auf Land zu setzen. Das Vorhaben erwies sich jedoch als technisch sehr anspruchsvoll. Das SKL als Trägerbetrieb wurde daher im Auftrage der BSG tätig und erstellte ein Projekt. Die wichtige Unterstützung des SKL wurde über den Vorsitzenden der BSG Fritz Roggemann organisiert. Die Schachtarbeiten wurden durch die Segler und Kanuten geleistet, die Pfeiler baute der VEB Bau St. Magdeburg, dessen kaufmännischer Direktor das Vereinsmitglied Alfred Hohmann war. Bis Ende 1955 waren diese Arbeiten weitgehend abgeschlossen. Das Bootshaus musste für den Winter jedoch erneut in den Sülzehafen geschleppt werden. Auf der Mitgliederversammlung vom 2. Februar 1956 wurde beschlossen den Prahm nun kurzfristig auf Land zu setzen. Mitte Februar wurde er aufgeschwommen und mit erheblichem Aufwand mittels Winden an Land gezogen. Auch in diesem Zeitraum war der Prahm durch die damaligen Wirtsleute Brietenhahn bewohnt und die Gaststätte in Betrieb.
In der Winterzeit wurde Ausgleichssport angeboten. So fanden Sektionsmeisterschaften im Skilanglauf auf den Elbwiesen statt. Im Bootshaus wurde eine Tischtennismeisterschaft ausgetragen.

### Vereinigung von Motor Fermersleben und Motor Magdeburg
Der Verein änderte ein weiteres Mal seinen Namen und hieß nach der am 13. Dezember 1957 erfolgten Vereinigung von Motor Fermersleben und Motor Magdeburg ab 1957 BSG Motor Südost Magdeburg, dieser Name blieb bis 1990 bestehen. Im Zusammenhang mit dieser Vereinigung wurde auch eine neue Abteilung Schwimmen gebildet, die jedoch nicht mehr im Zusammenhang mit dem Wassersportvereins stand. auch für die Wassersportler hatte die Vereinigung Konsequenzen, da beide Betriebssportgemeinschaften über eigene Segelsektionen verfügten und auch diese vereinigt wurden. Am 10. Januar 1958 wurde als erster gemeinsamer Sektionsleiter Segeln Heinz Tietge gewählt. Er blieb über viele Jahre in dieser Funktion. Die Sektion verfügte nun über drei Standorte: die Gruppen Süd, Ost und West. Neben dem SKL war jetzt als weiterer Trägerbetrieb das Karl-Marx-Werk hinzugekommen.
Am 1. Juni 1958, dem internationalen Kindertag, organisierte man erstmals eine Kinderregatta auf der Elbe. Partner war hierbei die Grundschule Fermersleben, mit der man 1957 einen Patenschaftsvertrag geschlossen hatte.
Vom 10. bis 16. Juli 1958 beteiligten sich die Segler an der III. Internationalen Česká brána, einer Regatta auf der Elbe, zwischen Dresden und dem tschechoslowakischen Raudnitz an der Elbe (Roudnice nad Labem). Auch 1959 nahm man an dieser Regatta teil. Ein Boot des Vereins erreichte diesmal in der Gesamtwertung den dritten Platz. Auch 1960 nahm man teil.

### Bau des Hafens

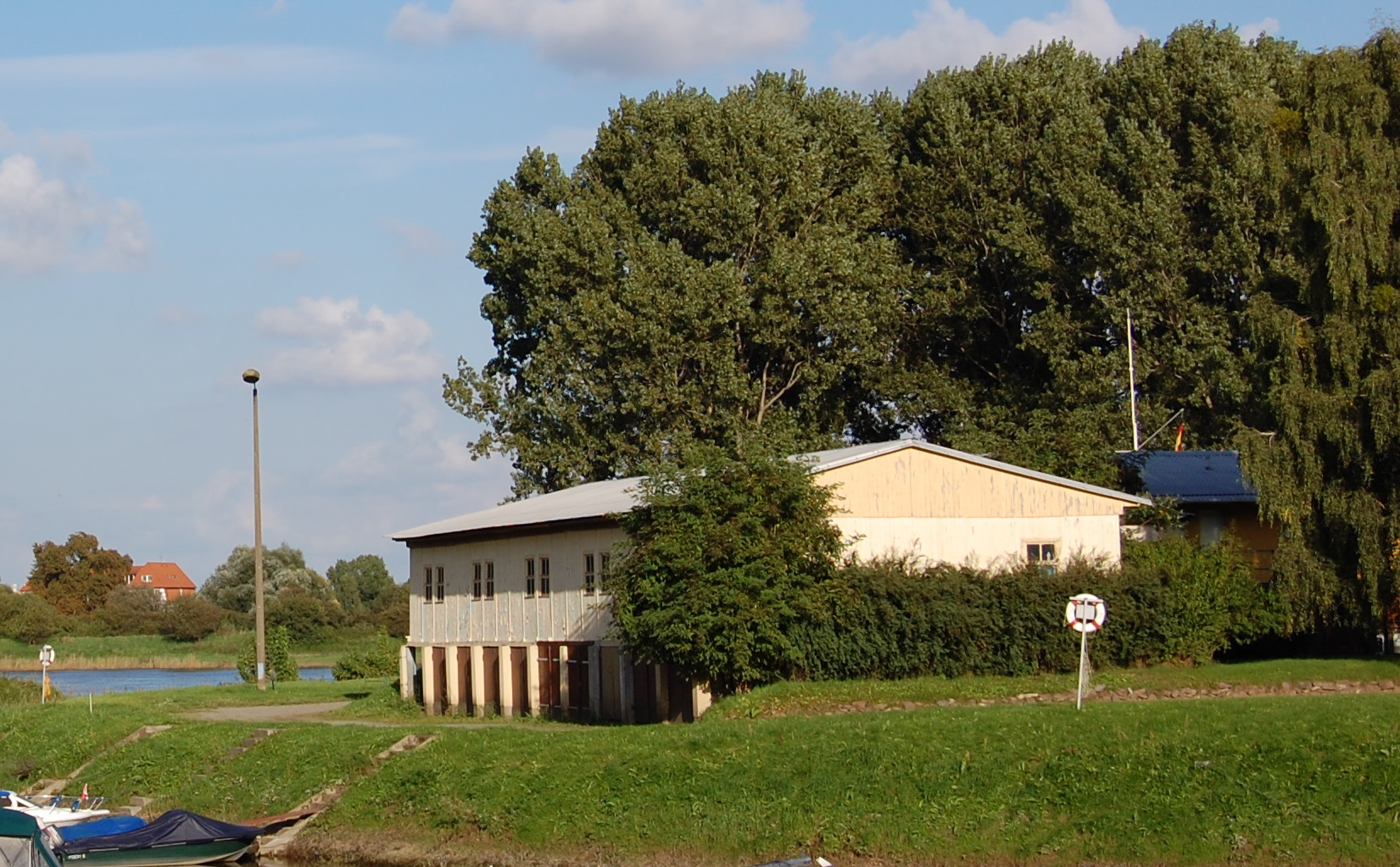
Bootsschuppen nördlich des Prahms, 2010

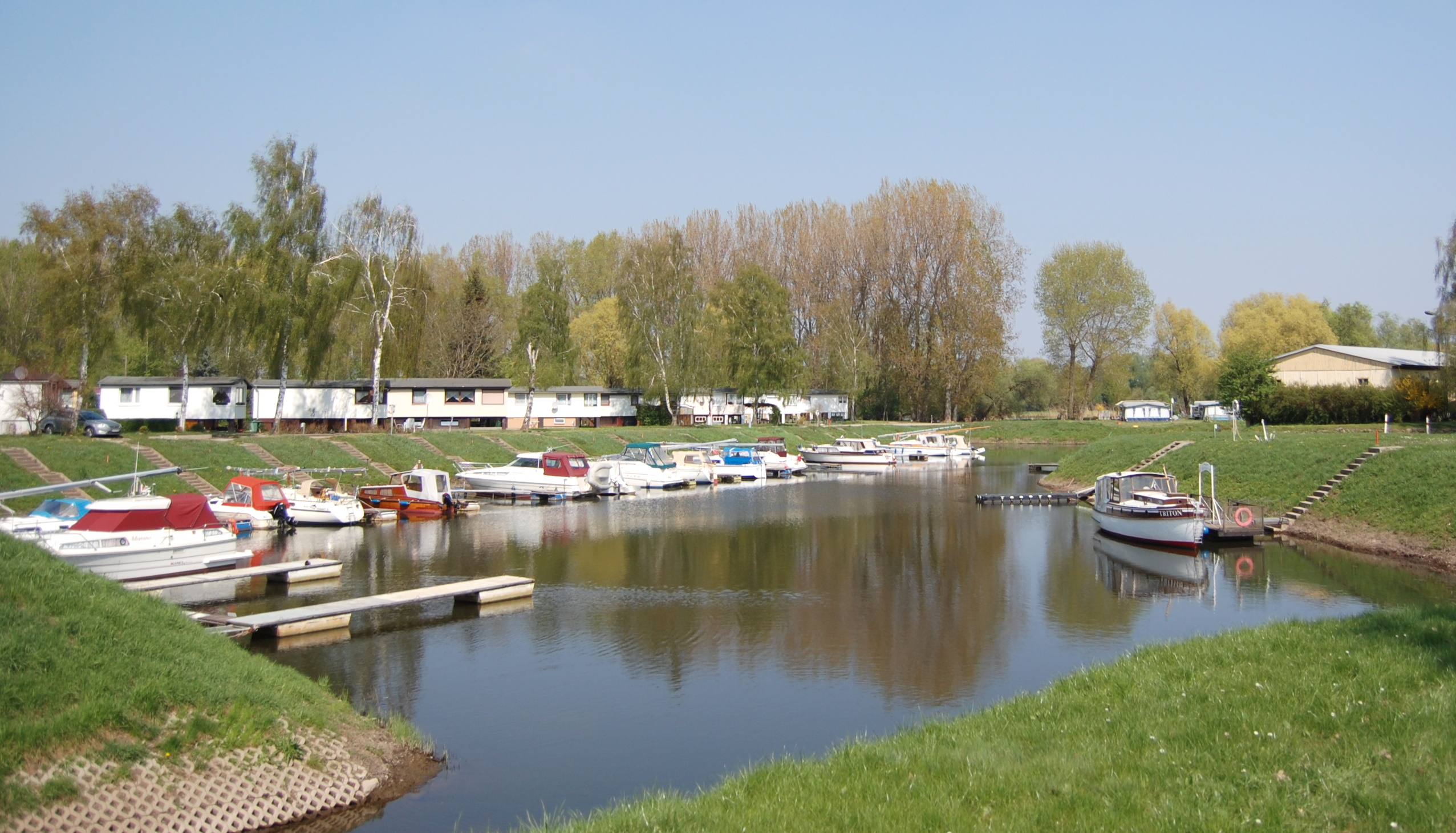
Hafen Fermersleben, 2011

Im Fichteheim in Buckau fand am 19. September 1958 eine außerordentliche Mitgliederversammlung statt, auf der ein von Tietge und Steinberg erstellter Planentwurf für zukünftige Projekte vorgestellt wurde. Der Entwurf enthielt diverse sportliche vor allem aber bauliche Projekte, die die bisherigen Maßstäbe des Vereins deutlich überschritten, aber mit Hilfe der Trägerbetriebe und mit erheblichen Eigenleistungen verwirklicht werden sollten. Wichtige Punkte hierbei waren der Bau eines Bootsschuppens für 25 Jollen bereits bis Ende 1958 und der Bau einer Hafenanlage. Der Perspektivplan wurde angenommen. Die erforderlichen Anträge und Bestellungen wurden vom Karl-Marx-Werk ausgelöst. Bereits am 14. Dezember 1958 war der neue Bootsschuppen, nördlich des Prahms stehend, fertiggestellt. Ebenfalls noch 1958 erhielt der alte Prahm eine zentrale Warmwasserheizung und wurden die Fundamente für den Flaggenmast gebaut.
Auf der Jahreshauptversammlung der Sektion Segeln der BSG Motor Magdeburg-Südost am 24. Januar 1959 im kleinen Saal des Magdeburger AMO-Kulturhauses wurde der Perspektivplan beschlossen und von der Sektionsleitung sowie den Werkleitung des SKL und des Karl-Marx-Werkes unterzeichnet. Etwa 60 bis 80 % der Arbeiten waren in Eigenleistung zu erbringen. Auf der Versammlung übergab der technische Direktor des Marx-Werkes beantragte 27.000 Mark für die bis 1960 vorgesehenen Projekte. Die Sektion Segeln erhielt, überreicht durch Stadtrat Wolf, die Aufbaunadel in Gold des Nationalen Aufbauwerks.
Die Genehmigung zum Bau des Hafens lag am 6. März 1959 vor, der erste Spatenstich erfolgte am 15. März. Es zeigte sich bald, dass die vorgesehenen Mittel für die beabsichtigten Erdbewegungen nicht ausreichten. Unterstützung erfolgte dann durch die sowjetische Armee, die für längere Zeit eine Planierraupe samt Fahrer zur Verfügung stellte. Die danach erforderlichen Baggerarbeiten wurden durch einen Bagger der benachbarten Kiesgrube ausgeführt.

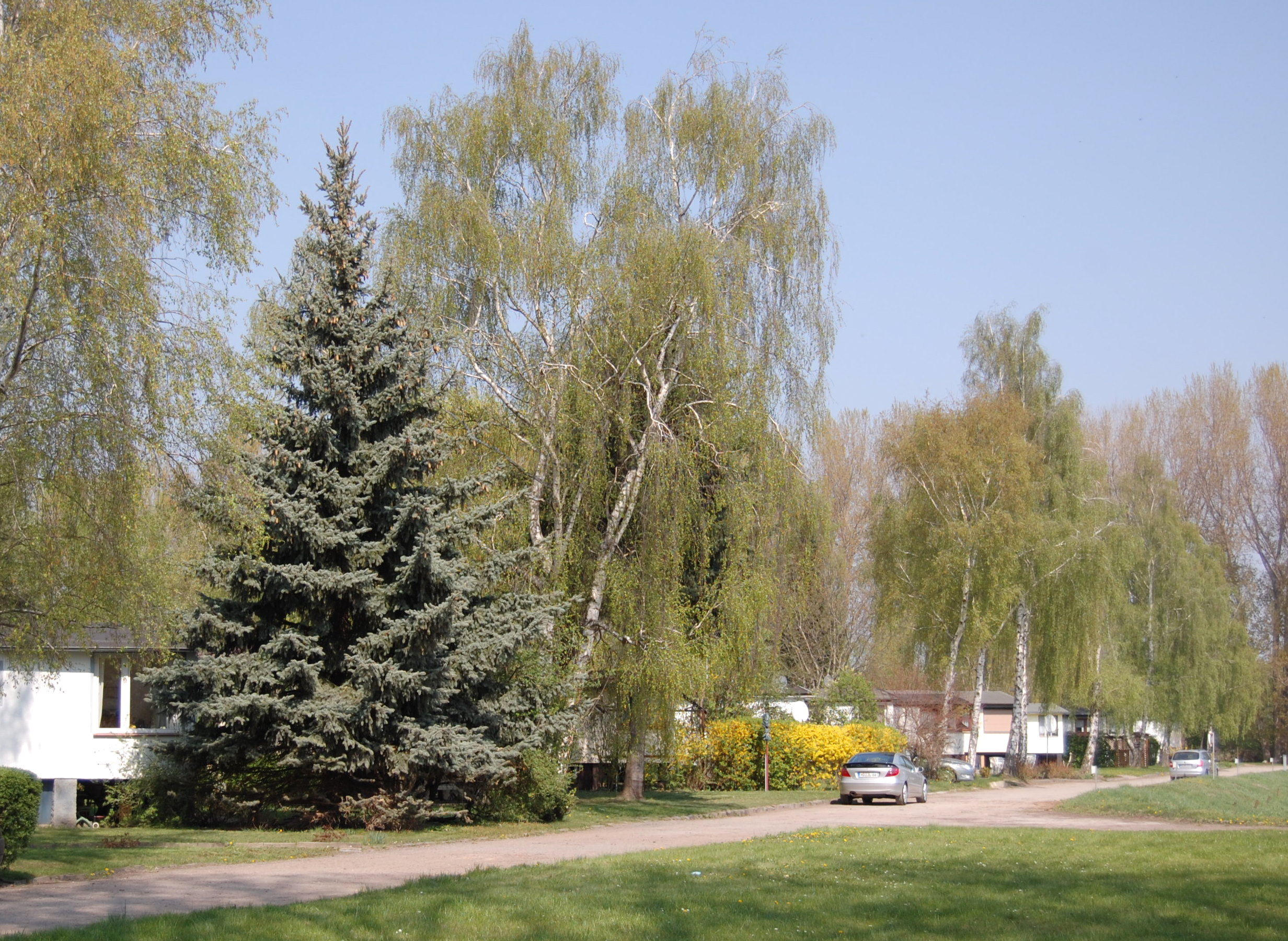
Laubenzeile, 2011

Insgesamt wurden 17.160 freiwillige Aufbaustunden erbracht. Die Einweihung erfolgte am 7. Mai 1960. An der Nordwest-Seite des Hafens errichtete man dann ebenfalls noch im Jahr 1960 für einige Vereinsmitglieder Lauben.

### Entwicklung ab 1960
Bei den DDR-Meisterschaften der Kanuten 1960 erreichte der Verein keine Meistertitel. Zwar gelang Udo Cohrs der Sieg im Einer-Canadier über 1000 und 10.000 Meter, er war aber zuvor delegiert worden und startete nun für den SC Magdeburg.
1961 beging man das 50-jährige Vereinsjubiläum. Auf der Mitgliederversammlung vom 6. Januar 1961 wurde in einem Vortrag die 50-jährige Vereinsgeschichte vorgestellt. Die Bauarbeiten am Hafen waren noch nicht gänzlich abgeschlossen. So wurde die Hafeneinfahrt verbreitert, das Außengelände gestaltet und 600 Pappelsetzlinge gesetzt. Auch der Bau von Lauben ging weiter. Sportlich war man wieder beim blauen Band erfolgreich, bei den nationalen Meisterschaften gelangen jedoch nur noch mittlere Platzierungen. Die ehemaligen Mitglieder der Sektion Ditmar Gedde und E. Reschwamm gewannen, startend für den ASK Vorwärts Rostock, die Meisterschaft im Flying Dutchman. Auch beim SC Magdeburg blieben die Erfolge in dieser Zeit jedoch aus. Unstimmigkeiten zwischen der BSG Motor Südost unter Trainer Walter Rehkuh und dem SC Magdeburg führten dazu, dass die Spitzenleute wie Jürgen Eschert, Günter Malinowski und Rainer Steinbach nicht zum SCM, sondern zum ASK Vorwärts Leipzig delegiert wurden.
Am 1. und 2. Juli 1961 fand auf dem Maschsee bei Hannover mit der Großen Norddeutschen Kanuregatta die letzte gesamtdeutsche Regatta vor dem Bau der Berliner Mauer statt. Die Sektion Kanu konnte mehrere erste Plätze belegen. 1961 fiel die Teilnahme der Segler an der Česká brána aus, da die DDR-Behörden erforderliche Visa nicht rechtzeitig ausstellte. Man ging später davon aus, dass die Ursache hierfür ebenfalls die Vorgänge um den Mauerbau waren, der am 13. August 1961 stattfand, auch wenn die Grenze zur CSSR davon nicht direkt betroffen war.
Verstärkt widmete man sich dem Kindersport. So wurden drei für Kinder geeignete Cadetboote gebaut und getauft.
Unerwartet kündigte Bauer Gommert am 13. Juli 1961 den Mietvertrag über einen in der Winterzeit als Unterstellmöglichkeit für Boote genutzten Schuppen in Fermersleben. Zwar gelang es für den kommenden Winter behelfsmäßigen Ersatz zu finden, der schon länger geplante Bau eines Bootsschuppens wurde damit jedoch dringend. Da das Konzept der sogenannten Rinderoffenställe in der DDR-Landwirtschaft gescheitert war, ergab sich die Möglichkeit solche Stallkonstruktionen zu erhalten. Am 25. Juli 1961 beschloss man zwei 50 Meter lange und 12 Meter breite freitragende Stahlkonstruktionen beim VEB Mastenbau zu erwerben. Zur Finanzierung wurden Totto-Gelder und außerdem beim Karl-Marx-Werk vorsorglich 40.000 DM beantragt. Der Bau erfolgte 200 Meter westlich des Hafens.
Ende 1961 zählten die Sektion Segeln 179 und die Sektion Kanu 97 Mitglieder.
Aufsehen erregte die 1964 von Jürgen Eschert im Einerkanadier gewonnene olympische Goldmedaille. Eschert war zu diesem Zeitpunkt jedoch bereits delegiert und startete nicht mehr für Fermersleben.
1967 stellte man ein Kanulehrbecken fertig, um witterungsunabhängig trainieren zu können.
1969 kehrte das frühere Mitglied Günter Holzvoigt, inzwischen zehnfacher DDR-Meister im Kanu, zum Verein zurück und engagierte sich in der Sektion Segeln.
In der Mitte der 1970er Jahre wurde die BSG Bezirkstrainingszentrum, in dem laufend Talente gesichtet wurde, die bei guten Leistungen dann an den SC Magdeburg delegiert wurden. Der so zum SCM delegierte Eckhard Leue erzielte bei den Olympischen Spielen 1980 die Bronzemedaille. Auch die ehemaligen Sektionsmitglieder Marion Grupe, Wolfgang Kopplin und Dieter Lichtenberg nahmen als zum SCM Delegierte an olympischen Spielen teil.

### Erneute Selbständigkeit
Im Zuge der politischen Wende des Jahres 1989 veränderten sich die Strukturen des Sports in der DDR wieder grundlegend. Aus der Betriebssportgemeinschaft Motor Südost wurde, anknüpfend an eine Vorkriegstradition, der Fermersleber SV 1895, dessen Abteilung Segeln/Kanu man blieb. Im Jahr 2000 wurde die Abteilung dann unter ihrem alten Namen Wassersportverein Buckau-Fermersleben wieder selbständig.
1991 wurde das 64.000 m² umfassende Vereinsgelände in Fermersleben Stützpunkt der Kreuzerabteilung des Deutschen Segler-Verbands. Seit 2006 gilt dies auch für das 23.000 m² große Areal in Plaue.
Die Magdeburger Sportanlagen des WBF werden seit dem Jahr 1993 regelmäßig mit der Blauen Flagge ausgezeichnet. Seit 2006 trägt auch die Anlage in Plaue die Auszeichnung. 2000 wurde der Verein auf der Hanseboot als Verein des Jahres ausgezeichnet.

### Drachenboot
1998 kam mit dem Drachenboot eine neue Wassersportart hinzu. Gemeinsam mit dem SC Magdeburg schaffte man ein Boot an und gründete das Team Ottonen. 2001 stellten sich größere Erfolge ein. Die Mitglieder wanderten jedoch nach und nach zum SCM ab, so dass 2007 beim Wassersportverein kein Trainingsbetrieb mehr stattfand. Ende 2008 gründete sich jedoch aus Mitgliedern der Abteilung Kanu ein neues Team, welches 2009 den Trainingsbetrieb aufnahm. Während zunächst aufgrund der geringen Mitgliederzahl nur ein eingeschränkter Wettkampfbetrieb stattfand und man auf die Unterstützung von Sportlern anderer Vereine angewiesen war, ergab sich Ende 2009 ein deutlicher Anstieg der Mitgliederzahl. Die als DeMachdeburjer antretende Mannschaft des WBF kann seitdem in für ein Drachenboot ausreichender Stärke antreten. Bei Indoor-Wettbewerben werden mehrere Boote gestellt.
Im Frühjahr 2011 wurde, anlässlich des 100-jährigen Vereinsjubiläums, der erste Teil einer vom langjährigen Commodore des Vereins Heinz Tietge erstellten umfangreichen, gebundenen Vereinschronik herausgegeben. Ihr sind Grußworte des Oberbürgermeisters Lutz Trümper, des Alt-Oberbürgermeisters Willi Polte, des Ehrenvorsitzenden des Landes-Seglerverbandes Sachsen-Anhalt Hans-Jürgen Claußen, des DSV-Präsidenten Rolf Bähr und des Vereinsvorsitzenden Holger Beierke vorangestellt.